# Saint Louis River
Saint Louis River är ett vattendrag i Grenada.   Det ligger i parishen Saint David, i den södra delen av landet, 7 km sydost om huvudstaden Saint George's.